# Liste der Hauptstädte Asiens
Die Liste der Hauptstädte Asiens zeigt die Hauptstädte aller asiatischer Staaten.

## Hauptstädte international anerkannter Staaten
| Wappen | Bild          | Hauptstadt                                             | Einwohner (Stand) | Staat                        |
| ------ | ------------- | ------------------------------------------------------ | ----------------- | ---------------------------- |
|        |               | Amman (arabisch عمان)                                  | 2.125.400 (2005)  | Jordanien                    |
|        |               | Abu Dhabi (arabisch أبو ظبي)                           | 945.268 (2008)    | Vereinigte Arabische Emirate |
|        |               | Ankara                                                 | 4.104.387 (2007)  | Türkei1                      |
|        |               | Aşgabat                                                | 947.221 (2010)    | Turkmenistan                 |
|        |               | Astana (kasachisch Астана)                             | 708.794 (2010)    | Kasachstan1                  |
|        |               | Bagdad (arabisch بغداد)                                | 5.258.383 (2008)  | Irak                         |
|        |               | Baku (aserbaidschanisch Bakı)                          | 2.064.900 (2009)  | Aserbaidschan                |
|        |               | Bandar Seri Begawan (Jawi بندر سري بڬاوان)             | 27.285 (2002)     | Brunei                       |
|        | Lumphini-Park | Bangkok (thailändisch กรุงเทพมหานคร)                    | 8.160.522 (2007)  | Thailand                     |
|        |               | Beirut (arabisch بيروت)                                | 2.006.452 (2009)  | Libanon                      |
|        |               | Bischkek (kirgisisch Бишкек / Bişkek)                  | 1.250.000 (2007)  | Kirgisistan                  |
|        |               | Colombo (singhalesisch කොළඹ, Tamil கொழும்பு)                | 647.100 (2001)    | Sri Lanka                    |
|        |               | Damaskus (arabisch دمشق)                               | 1.603.368 (2008)  | Syrien                       |
|        |               | Dhaka (bengalisch ঢাকা)                                  | 6.737.774 (2007)  | Bangladesch                  |
|        |               | Dili                                                   | 59.069 (2006)     | Osttimor                     |
|        |               | Doha (arabisch الدوحة)                                 | 521.283 (2010)    | Katar                        |
|        |               | Duschanbe (tadschikisch Душанбе)                       | 679.400 (2008)    | Tadschikistan                |
|        |               | Jerewan (armenisch Երևան)                              | 1.201.322 (2009)  | Armenien                     |
|        |               | Hanoi (vietnamesisch Hà Nội)                           | 6.232.940 (2008)  | Vietnam                      |
|        |               | Islamabad (Urdu اسلام آباد)                            | 673.766 (2009)    | Pakistan                     |
|        |               | Nusantara                                              | 8.489.910 (2008)  | Indonesien                   |
|        |               | Jerusalem (hebräisch ירושלים, arabisch القدس)          | 933.200 (2012)    | Israel                       |
|        |               | Kabul (persisch کابل)                                  | 2.536.300 (2009)  | Afghanistan                  |
|        |               | Kathmandu (nepali काठमांडौ)                                | 989.273 (2010)    | Nepal                        |
|        |               | Kuala Lumpur                                           | 2.001.753 (2009)  | Malaysia                     |
|        |               | Kuwait (arabisch الكويت)                               | 2.989.000 (2018)  | Kuwait                       |
|        |               | Malé (Dhivehi މާލެ)                                      | 103.693 (2006)    | Malediven                    |
|        |               | Manama (arabisch المنامة)                              | 155.000 (2008)    | Bahrain                      |
|        |               | Manila (Filipino Lungsod ng Maynila)                   | 1.660.714 (2007)  | Philippinen                  |
|        |               | Maskat (arabisch مسقط)                                 | 1.090.797 (2008)  | Oman                         |
|        |               | Neu-Delhi (hindi नई दिल्ली)                               | 321.883 (2006)    | Indien                       |
|        |               | Nikosia2 (griechisch Λευκωσία, türkisch Lefkoşa)       | 276.410 (2012)    | Zypern3                      |
|        |               | Peking (chinesisch 北京)                               | 15.522.442 (2007) | Volksrepublik China          |
|        |               | Phnom Penh (Khmer ភ្នំពេញ)                                | 1.325.681(2008)   | Kambodscha                   |
|        |               | Pjöngjang (koreanisch 평양 / P'yŏngyang)               | 3.255.388 (2008)  | Nordkorea                    |
|        |               | Naypyidaw (birmanisch )                                | 925.000 (2009)    | Myanmar                      |
|        |               | Riad (arabisch الرياض)                                 | 4.606.888 (2008)  | Saudi-Arabien                |
|        |               | Sanaa (arabisch صنعاء)                                 | 1.937.451 (2005)  | Jemen                        |
|        |               | Seoul (서울)                                           | 10.421.782 (2007) | Südkorea                     |
|        |               | Singapur                                               | 4.839.400 (2008)  | Singapur                     |
|        |               | Taschkent (usbekisch Тошкент Toshkent)                 | 2.140.486 (2008)  | Usbekistan                   |
|        |               | Teheran (persisch تهران)                               | 7.088.287 (2006)  | Iran                         |
|        |               | Thimphu (Dzongkha/bhutanisch ཐིམ་ཕུ་)                    | 98.676 (2005)     | Bhutan                       |
|        |               | Tiflis (georgisch თბილისი)                             | 1.137.205 (2009)  | Georgien                     |
|        |               | Tokio (japanisch 東京)                                 | 8.653.000 (2009)  | Japan                        |
|        |               | Ulan Bator (oder Ulaanbaatar) (mongolisch Улаанбаатар) | 1.044.500 (2008)  | Mongolei                     |
|        |               | Vientiane (laotisch ວຽງຈັນ)                             | 200.000 (2005)    | Laos                         |

1 Staat liegt auch zum Teil in Europa.

2 Nikosia ist zweigeteilt, und der Nordteil ist zudem die Hauptstadt der von der internationalen Staatengemeinschaft nicht anerkannten Türkischen Republik Nordzypern.

3 Zypern gehört geographisch zu Asien, wird politisch jedoch oft zu Europa gezählt (Nordteil de facto: Türkische Republik Nordzypern).

## Regierungssitze unabhängiger Staaten
In den meisten Staaten ist die Hauptstadt auch gleichzeitig der Regierungssitz. In manchen Staaten kommt es aber vor, dass deren Hauptstadt nicht oder nicht alleiniger der Regierungssitz des Staates ist:
| Wappen | Bild | Regierungssitz                                                              | Einwohner (Stand) | Staat     |
| ------ | ---- | --------------------------------------------------------------------------- | ----------------- | --------- |
|        |      | Putrajaya                                                                   | 50.000 (2007)     | Malaysia  |
|        |      | Sri Jayawardenepura (singhalesisch ශ්‍රී ජයවර්ධනපුර කෝට්ටේ, Tamil ஸ்ரீ ஜயவர்த்தனபுரம் கோட்டே) | 115.826 (2001)    | Sri Lanka |

## Hauptstädte umstrittener Gebiete
| Wappen | Bild | Hauptstadt                                                      | Einwohner (Stand) | Staat                         |
| ------ | ---- | --------------------------------------------------------------- | ----------------- | ----------------------------- |
|        |      | Nikosia (türkisch Lefkoşa, griechisch Λευκωσία)                 | 55.503 (2012)     | Türkische Republik Nordzypern |
|        |      | Sochumi (abchasisch Аҟәа, georgisch სოხუმი)                     | 40.366 (2009)     | Abchasien                     |
|        |      | Stepanakert (armenisch Ստեփանակերտ, aserbaidschanisch Xankəndi) | 49.986 (2005)     | Arzach                        |
|        |      | Taipeh (chinesisch 臺北市)                                      | 2.704.810 (2015)  | Republik China (Taiwan)       |
|        |      | Zchinwali (georgisch ცხინვალი, ossetisch Цхинвал)               | 15.000 (2008)     | Südossetien                   |